# 박종윤 (1960년)
박종윤(1960년 9월 1일 ~ )은 대한민국의 송파 도박빚 살인사건의 용의자이다.

## 상세

### 계획범죄의 내용
2007년 강원도 정선군에 있는 도박장(강원랜드)에서 도박을 하며 사채업자에게 무려 4억 6천만 원 상당의 빚을 지게 되었다. 한편 박종윤과 함께 도박을 자주 하던 의료기기 판매업자 남궁경훈(당시 32세) 역시 박종윤에게 2천만원 상당을 빌린 뒤 갚지 못하고 있는 상황이었다.
사건 발생 8개월 전인 2007년 4월에 서울특별시 송파구의 한 도박장에서 김 모씨(당시 49세)와 그의 보디가드인 오 모씨(당시 52세)를 만나게 된다. 이 두 사람 중에 김씨는 서울 강동구 유흥가의 유명인사였는데, 그가 몰고 다니는 벤츠 승용차의 짐칸에는 수억의 현금이 늘 준비되어 있다는 설이 돌 정도였다. 
상술된 소문대로 김씨가 돈이 많다는 이야기를 듣고 김씨에게서 돈을 빼앗아 도박으로 생긴 빚을 상환하려고 마음먹었다.

### 1차 범행
2007년 12월 11일 오전, 서울특별시 송파구 잠실동에 위치한 자신이 임시 거주하던 반지하 자취방에서 오씨와 만나 그에게 "김○○이 돈이 많으니 김○○에게서 돈을 뜯어내고 둘이서 함께 나누자"고 제안하였으나 오씨가 거절하자 이에 욱하는 바람에 숨겨놓은 둔기로 머리를 가격해 살해한다. 
이후 남궁씨에게 전화를 걸어 자취방으로 부른 뒤, 오씨의 시체를 그에게 보여주며 김씨에 대한 강도살해 범행을 제안하였고, 남궁씨가 이를 승낙하여 범행 공모가 이루어지게 된다.
두 사람은 인근 슈퍼에서 범행을 위해 노끈과 청테이프 등의 도구를 구입한다.

### 2차 범행 및 사체유기
박종윤과 남궁씨는 송파구 석촌동에 있는 박종윤의 집(본가)으로 이동했고, 같은 날 오후 5시경, 두 사람은 큰 도박판이 벌어진 것처럼 유인하여 김씨를 불러내었다.
김씨가 집 안으로 들어오자, 남궁씨는 현관문을 잠그고, 박종윤은 주먹으로 김씨를 폭행해 쓰러트리고, 지갑에서 현금 30만원, 카드, 손목시계를 등을 강취하고 카드 비밀번호를 추궁하였으나 김씨가 말하지 않자 무릎으로 머리를 수회 때려 기절시켰다.
이후 남궁씨는 김씨의 사지를 노끈으로 묶고, 박종윤은 청테이프를 잘라 김씨의 입에 붙인 후 이불에 싸고 다시 이불을 노끈으로 묶어 김씨가 몰고 다니는 벤츠 승용차 짐칸에 가뒀다. 약 30시간 뒤 두 사람은 벤츠 승용차의 짐칸을 열고 김씨가 질식사한 것을 확인하였다.[4]
12일 새벽 1시 30분에 렌트카 업체에서 현대 스타렉스 차량을 대여한 두 사람은 13일 새벽 2시경 시신 두구를 승합차에 실은 후 이곳저곳 이동하며 시신을 유기할만 한 장소를 찾아다녔다. 
14일 오후 7시경, 두 사람은 강원도 영월군 영월읍 38번 국도변 인근 갓길에 차를 세우고 트렁크에서 시체를 끌어내려 갓길 아래 숲 방향으로 굴린 후 삽으로 땅을 파서 암매장하려 했으나 기온이 영하인 관계로 땅이 얼어있어 삽이 잘 박히지 않을뿐만 아니라 이미 해가 진 뒤[5]라 시야 또한 제대로 확보되지 않음으로 인해 깊게 파기가 좀처럼 쉽지 않았다. 처음에는 남궁경훈이 땅을 파고, 박종윤이 망을 봤으나, 이에 불만족한 박종윤이 땅을 더 팠다.
범행 일주일 후인 2007년 12월 18일에 박종윤과 남궁씨는 시신 암매장 장소인 38번 국도에 다시 모습을 드러냈지만 이후 박종윤의 통신기록은 완전히 사라졌고, 김씨와 오씨의 가족이나 주변인들은 19~20일 사이에 경찰에 실종신고를 접수했다. 이후 두 사람은 서로 연락을 끊고 지냈다.

## 결국 발각
2009년 9월 29일, 김씨와 오씨가 암매장된 곳에서 벌초가 한창이었던 와중에 같이 벌초를 하던 희망근로자 김 모(당시 59세)씨가 그날 오전 9시부터 함께 작업을 하던 중 오전 11시 30분경 브레이크 타임을 이용해 밤과 버섯을 채취하려고 숲 속으로 들어갔다가 암매장된 두 구의 백골 시신을 보고는 소스라치게 놀라 경찰에 신고를 하였고, 경찰 측에서의 신원 감식 결과 2007년 12월에 실종된 김씨와 오씨임이 확인되었다.
시신이 정확히 발견되기 전이자 사건 초기 시점인 2007년 12월 말에 현장에서 오씨가 당시에 입고 있었던 점퍼가 피에 흥건히 젖은 상태로 발견되었다. 그 점퍼의 주머니 안에는 오씨의 지갑이 있었고, 여기에서 운동복 세트 한 벌도 발견되었는데, 이 것은 김씨의 것으로 추정되었다. 당시 국과수의 유전자 분석 결과 점퍼에 이물질이 많아 정확히 확인되지 않았고, 오씨일 가능성이 높다는 추측만 존재했다. 당시 경찰은 대규모 인력을 동원하여 영월 인근 야산을 다 샅샅이 뒤져도 두 사람의 시신은 나오지 않아 검찰 단계에서 박종윤과 남궁경훈에 대한 체포영장을 거부할 수밖에 없었다.
서울특별시 광진구의 한 치과에서 확보한 김씨와 오씨의 진료 기록과 시신의 두개골을 CT로 대조한 결과, 신원이 일치하다는 결과가 나왔다. 그리고, 시신이 발견된 38번 국도 인근 기지국을 확인한 결과 박종윤과 남궁경훈의 통화 기록이 나왔다. 경찰은 이 둘을 유력 용의자로 보고 검거에 나섰으나, 이 중 남궁씨만 동년 12월 1일에 검거되었다. 당시 남궁씨는 자신의 집 앞에서 검거되었는데, 검거 직전에 회사에서 일을 하고 있다는 제보가 들어왔었다.
남궁경훈은 2010년 4월 23일 서울동부지방법원에서 피해자 김씨에 대한 강도살인 및 사체유기 혐의로 징역 15년을 선고받았고, 항소와 상고 모두 기각되었다. 2024년 11월 28일에 만기출소하였다.

## 이후 정황
박종윤은 강도살인, 살인 혐의로 2025년 현재도 수배 중이다. 사체유기죄는 공소시효가 7년인 관계로 2014년 12월에 공소시효가 만료되었다.
박종윤은 2010년 하반기부터 중요지명 피의자 종합공개수배에 등재되었으나, 10년 넘게 잡히지 않고 장기 수배 중이다. 주변에서는 필리핀 등 인근 국가로 도주했다는 설이나 원양어선을 탔다는 설도 여럿 돌았던 바가 있다. 박종윤과 매우 닮은 사람을 필리핀 카지노에서 목격했다는 제보가 한때 엄청나게 들어온 바 있으나 일부는 사실과 다른 점이 있었으며 해외에서의 소재 탐지가 쉽지 않아 막연한 상태다.
2012년 이후로는 거의 대부분 한 번도 안 빠지고 중요지명 피의자 종합공개수배 전단에 올라오고 있다. 현재에는 살인 범죄자들 중에서도 황주연, 성치영, 이준세, 김만천, 이범용, 최용배와 함께 공개수배 전단의 단골 범죄자가 되었다. 
사건 발생 후 중요지명피의자 종합공개수배에 몇 번을 제외하곤 개근 중이다.
박종윤을 발견 시 국번없이 112 또는 서울강동경찰서(02-477-0330)으로 연락하자.

## 사망?
그런데 황주연의 사례처럼 박종윤이 15년이 넘게 안 잡히는 이유가 이미 사망해서라는 말이 있다. 위의 공범 남궁경훈을 체포한 후 심문을 했는데, 사채업자 김씨를 살해한 현장을 체포 이전 박종윤과 남궁경훈이 다시 방문한 2007년 12월 18일 이후 박종윤의 휴대전화 신호가 완전히 꺼졌다고 한다. 이 부분에 대해 남궁경훈을 심문했으나 부정을 하는 게 아닌 변호사까지 선임해 묵비권 행사를 해 담당 경찰관은 심증상 남궁경훈이 박종윤을 살해한뒤 시신을 유기한 것으로 확신하고 있다. 해당 경찰관은 박종윤의 생존 가능성이 거의 없는 것으로 판단하고 있다.

## 관련
송파 도박빚 살인사건